# 3 Steps Ahead
Peter-Paul Pigmans (né le 31 janvier 1961 à Berkel en Rodenrijs et décédé le 27 août 2003 à Rotterdam), mieux connu sous le nom de scène de 3 Steps Ahead, est un producteur et disc jockey néerlandais de early hardcore. Pigmans s'impose comme un des pionniers de ce genre musical. Également membre du Hall of Fame de Thunderdome, il a souvent condamné les dérives populistes des gabbers, alors que le hardcore est apolitique à ses origines. Son style est particulier, surtout par la basse qui se situe à une fréquence un peu plus faible que la normale et des lignes de basse très mélodiques et vives.  En 1997, l'album Most Wanted and Mad atteint la 35e place des classements musicaux néerlandais. Après quatre années de combat contre son cancer, Peter-Paul Pigmans décède le 27 août 2003.

## Biographie

Premier logo de 3 Steps Ahead.

Le nom de 3 Steps Ahead est initialement emprunté par un groupe composé de DJ Waxweazle, Holographic (Ed Bout) et de The Illegal Alien (Peter-Paul Pigmans). Waxweazle, comme Ed Bout, partent relativement tôt de leur côté, ce qui n'empêche pas les trois membres du groupe de devenir des pionniers de la scène hardcore en solo.
Peter-Paul Pigmans commence sa carrière en 1993 en contrat avec les labels Rave Records et Hard Stuff Records, et produisant sous les noms de scène de The Illegal Alien et Silverbells. En 1994, le label montant néerlandais ID&T devient le label mentor de Peter-Paul. Ce sont surtout les titres Crazy, In the Name of Love, Drop It qui ont contribué à son succès, ainsi que le récit d'une descente de police dans sa maison qui s'est mal déroulée (sa maison fut partiellement saccagée, et lui-même frappé) qui donnera l'hymne Fuck the Police, devenu numéro un des ventes aux Pays-Bas dès sa sortie[réf. nécessaire]. En 1997, son album intitulé Most Wanted and Mad atteint la 35e place à sa septième semaine dans les classements musicaux néerlandais. En janvier 1998, sa fille Lara Jill naît ; son fils, Ender naît quant à lui à la fin de 2000. Il utilise le pseudonyme de The Ender, du nom de son fils Ender Pigmans. Un an plus tard, Peter-Paul apprend qu'il est diagnostiqué d'un cancer, mais cela ne l'empêche pas de produire, même si son style s'assombrit, à mi-chemin entre le doomcore et le gabber, notamment avec le titre Cloud 9. 
Un concert de soutien et de collecte de fonds est organisé le 18 juillet 2003, appelé 3 Steps Ahead for Life, à l'Hemkade de Zaandam, avec des lives de Shadowlands Terrorists et de G-Town Madness. Mais après quatre années de combat contre son cancer, Peter-Paul Pigmans meurt le 27 août 2003. Cette date est commémorée quelques années durant par certaines stations de radio aux Pays-Bas, qui ne passent que des compositions de 3 Steps Ahead ce jour. Les événements Thunderdome sont fortement associés à l'émotion suscitée par son combat et sa disparition. En 2002, alors qu'il se trouve hospitalisé, un hommage lui est rendu, et l'édition 2003 débute par une minute de silence en sa mémoire. 
En 2007, un hommage est rendu pendant la soirée 15 Jaars Thunderdome fêtant les quinze années d'existence de Thunderdome et via une série de remixes publiée par le label The Third Movement ; on trouve même une soirée de soutien en juin 2007 à Kiev, en Ukraine. Certaines de ses chansons restent jouées lors de soirées même après son décès comme à l'édition The Last City on Earth de In Qontrol en 2008. Les pistes Thunderdome Till We Die et Stravinsky's Bass figurent sur la bande originale du film Brüno de Larry Charles, sorti en 2009.
Le 2 août 2010, l'EP In the Name of Love paraît avec la version originale et la version remixée de Negative A, et encore en 2012 lors de la dernière soirée Thunderdome. Le remix de Negative A est classé dans la liste du Harder Styles Top 1000 initiée par Q-dance. Il est toujours joué par Catscan lors du Ground Zero Festival en août 2016.

## Style musical
Dans ses compositions, Pigmans utilisait un synthétiseur Roland JP-8000[réf. nécessaire]. Il aborde également plusieurs thèmes. Par exemple, celui du pacifisme, abordé dans les morceaux In The Name of Love ou Gabbers Unite, qui peuvent être considérés comme une version gabber du slogan « faites l'amour, pas la guerre », et celui de la culture gabber, avec le morceau Hakkûh. Vers la fin de sa carrière, il aborde une certaine désillusion vis-à-vis de la vie et de l'État, comme dans Cloud 9 ou Fuck the Police. En 2013, 3 Steps Ahead est salué par DJ Promo comme étant « le premier artiste hardcore à avoir percé dans le grand public, sans faire aucune concession dans ses productions ».

## Discographie
- 1994 : Frankfurt vs. Den Haag (sous le nom de The Illegal Alien) (Hard Stuff Records)[15]

- 1994 : Step 1 (avec DJ Waxweazle)  (Step)[15]
- 1994 : Step 2 (Step)[15]
- 1994 : Step 3 (Step)[15]
- 1996 : Drop It (Pengo Records)[15]
- 1996 : Gangster (Bad Vibes Records)[15]
- 1996 : Hakkûh (ID&T)[15]
- 1997 : It's Delicious (ID&T)[15]
- 1997 : Most Wanted and Mad (ID&T)[15]
- 1998 : Paint it Black (ID&T)[15]
- 2000 : Junkie (album double) (ID&T)
- 2003 : 3 Steps Ahead – Drop It (Prophet'z Hardstyle Remix), remix hardstyle chez Scantraxx)
- 2007 : Thunderdome 2007 Anthem / Remember Remixes (The Third Movement)
- 2010 : 3 Steps Ahead - In The Name of Love (rééditée chez Derailed.Traxx.Black, code catalogue DTBC.005)

### Vidéographie
- (nl) [vidéo] « 3 Steps Ahead Special », sur YouTube, interview pour l'émission TMF Hakkeeh